# Селона, Марджори
Марджори Селона (англ. Marjorie Celona, род. 7 января 1981, Виктория) — американско-канадская писательница. Её дебютный роман «Y», опубликованный в 2012 году, выиграл литературную премию Waterstones 11 и вошёл в шорт-лист номинантов на премию Флаэрти-Даннана за первый роман Центра художественной литературы, а также получил премию Amazon.ca за первый роман и вошёл в лонг-лист номинантов на премию Джиллера от Scotiabank. 

## Жизнь и карьера
Селона родилась и выросла в Виктории, Британская Колумбия, изучала литературное творчество в Университете Виктории, а затем поступила в Айовскую писательскую мастерскую. Селона публиковала рассказы, рецензии на книги и эссе в изданиях The O. Henry Prize Stories, The Best American Nonrequired Reading, The Southern Review, Harvard Review и других.
В 2008 году Селона стала лауреатом премии Бронвена Уоллеса за рассказ «Отелло». Рассказ Селоны «Встречный взрыв» получил премию О. Генри 2018 года и был выбран в качестве фаворита жюри писательницей Оттессой Мошфег.
Последний роман Селоны «Как женщина становится озером» был опубликован в марте 2020 года.
В настоящее время Селона преподаёт на программе магистратуры изящных искусств в Университете Орегона.